# 陈博仁
陈博仁（1927年—），男，福建厦门人，中国含能材料专家，曾任北京工业学院教授、博士生导师，第六届全国人大代表。